# 于燕平
于燕平，是香港師傅及《太陽報》《熱廚房》專欄作家，1990年代由中國大陸移民到香港，曾任前香港特首曾蔭權廚師。因為「超時補水」官司，被迫離職。     

## 相關
- 光明頂 (廣播節目)
- 高志森微博

## 外參考
1. ↑  .   [2013-04-22]. （原始内容存档于2016-03-04）. （页面存档备份，存于）
2. ↑  .   [2013-04-22]. （原始内容存档于2017-02-19）. （页面存档备份，存于）
3. ↑  .   [2020-12-15]. （原始内容存档于2017-02-21）. （页面存档备份，存于）
4. ↑  [永久]
5. ↑  .   [2013-04-22]. （原始内容存档于2016-03-04）. （页面存档备份，存于）